# 派内拉斯
派内拉斯是巴西米纳斯吉拉斯州的一个市镇。总面积637.751平方公里，总人口4594人，人口密度7.2人/平方公里。